# François-Joseph Lange de La Maltière
François-Joseph Lange de La Maltière, né à Rouen vers 1730 et mort en 1807, est un physicien et poète français.

## Biographie
Le chevalier Lange de La Maltière servit longtemps, avec le grade de capitaine d’infanterie, au régiment de Dauphin, où sa conduite lui mérita le titre de chevalier de l’ordre de Saint-Louis. Cet amateur passionné des sciences, des lettres et des arts, que ses notes de service décrivent comme « très médiocre officier, mais très grand physicien, naturaliste, assez géomètre, en un mot sujet académique qui serait beaucoup mieux employé dans une académie que dans un régiment », cultivait en effet celles-ci dans ses moments de loisir tant que dura sa carrière militaire.
Dès qu’il fut retiré du service, Lange de La Maltière put se livrer tout entier à ses recherches scientifiques. S’occupant beaucoup de physique dans la partie qui se rattache à l’optique, son mérite principal est d’être l’inventeur d’un microscope solaire, auquel il donna le nom de Physitechniope. Cité avec éloge dans le Journal de Trévoux de juillet 1753, ce microscope fut, en 1781, contrefait, sous le nom de « mégascope », par le célèbre physicien Charles auquel on en attribua l’invention, mais, en 1787, M. Sorel publia un Mémoire dans lequel il démontrait les droits incontestables de La Maltière à la découverte qui lui était injustement déniée.
Lange de La Maltière communiqua à l’Académie de Rouen plusieurs mémoires scientifiques, parmi lesquels : Construction et usage d’un microscope solaire, 1751 ; Sur la terre propre à fabriquer la porcelaine, 1767 ; Sur un siphon précipitant, 1770 ; Pétrifications vertébrales, 1771 ; Papier de Taïti, rapporte par de Bougainville, 1772 ; Télescope de Dolon, 1772 ; Lanterne magique universelle, 1785; Lecteur microscopique, 1787.
L’auteur de ces mémoires, qui avait aussi du talent pour la poésie, a laissé en manuscrit une Épître à Eglé sur ses talents, une ode fort remarquable sur le Bonheur, la légende de saint Jean-Baptiste et un poème héroï-comique sur Paule de Viguier, femme célèbre, connue sous le nom de la Belle Paule, née à Toulouse, au commencement du XVIe siècle.
Il fut reçu membre de l’Académie de Rouen et juge-académicien de celle des Palinods de la même ville. 

## Distinctions
- Chevalier de l'ordre royal et militaire de Saint-Louis

## Pour approfondir